# NGC 7705
NGC 7705 este o galaxie lenticulară situată în constelația Peștii. A fost descoperită în 27 octombrie 1864 de către Albert Marth.